# 格林代爾 (印地安納州)
格林代爾（英語：Greendale）是一個位於美國印地安納州迪爾伯恩縣的城市。

## 地理
格林代爾的座標為39°07′17″N 84°51′14″W / 39.12139°N 84.85389°W，而該地的平均海拔高度為161米（即528英尺）。

## 人口
根據2010年美國人口普查的數據，格林代爾的面積為14.73平方千米，當中陸地面積為14.56平方千米，而水域面積為0.17平方千米。當地共有人口4,520人，而人口密度為每平方千米306.86人。